# Isabel Roberts

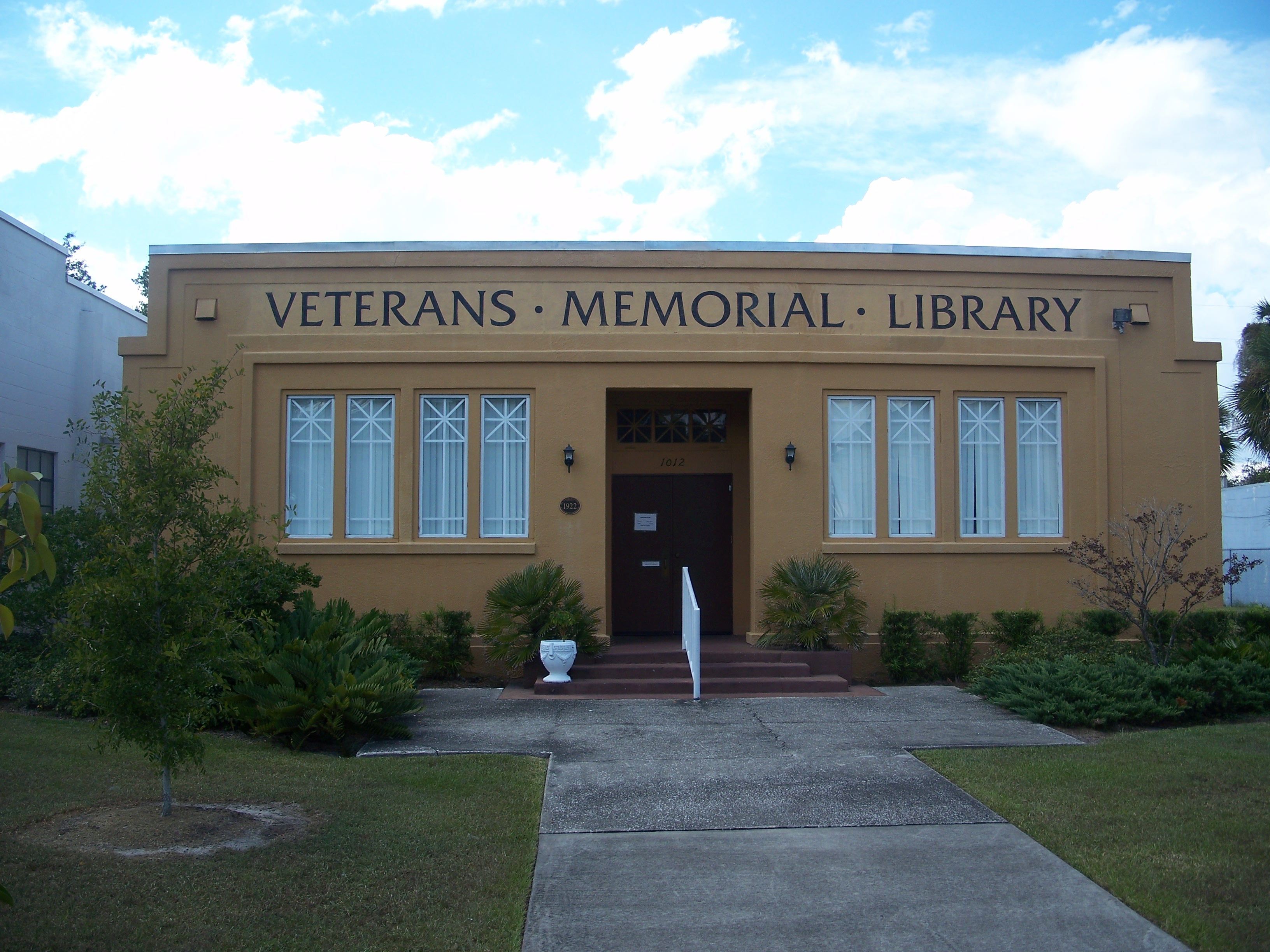
Heritage Museum, St. Cloud

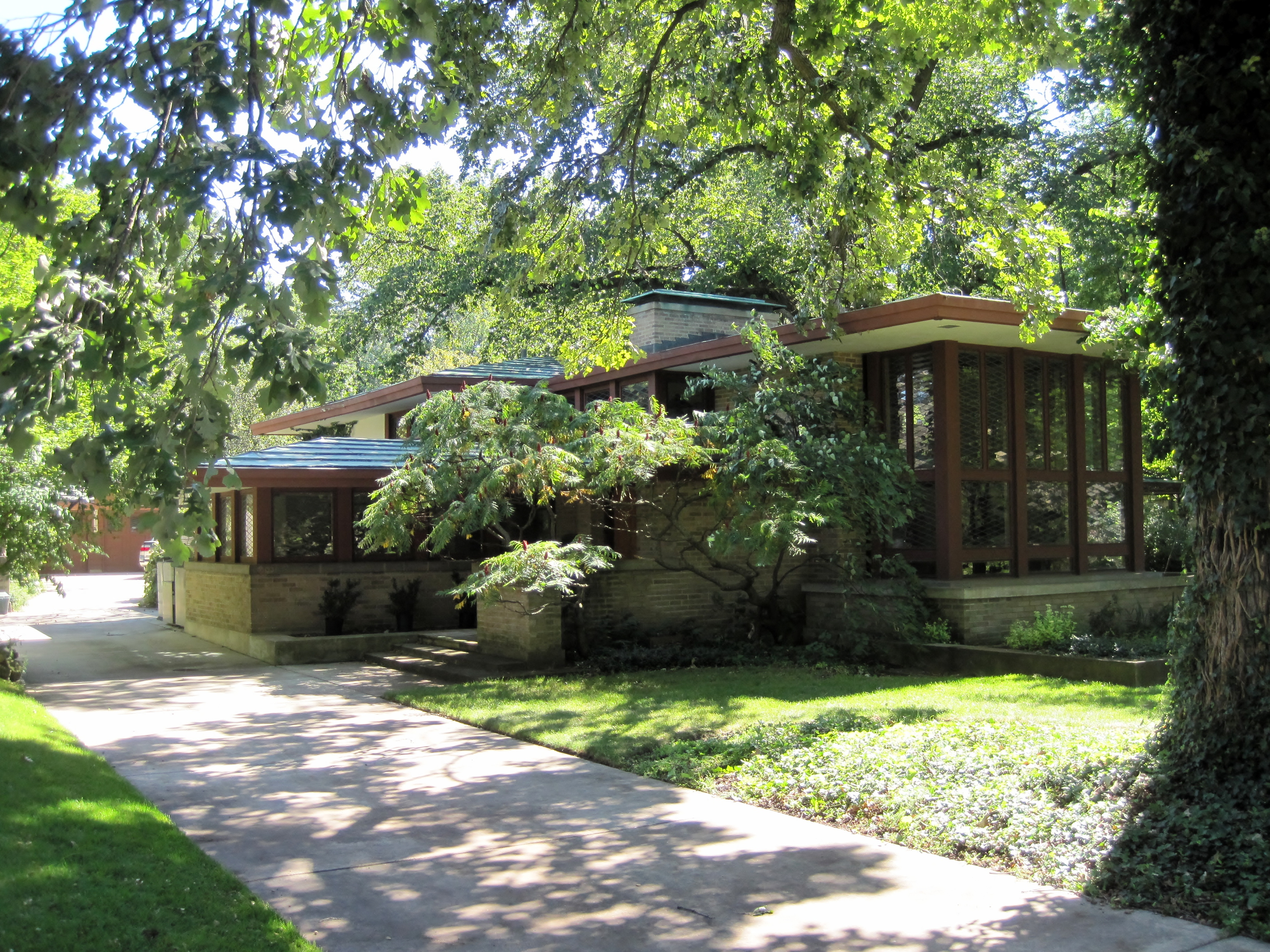
Casa Isabel Roberts

Isabel Roberts (Mexico, Misuri, marzo de 1871 - 27 de diciembre de 1955) fue una destacada arquitecta de la Prairie School, miembro del equipo de diseño arquitectónico en el estudio Oak Park de Frank Lloyd Wright junto con Marion Mahony y cinco hombres –Walter Burley Griffin, William Drummond, Francis Barry Byrne, Albert Mc Arthur y George Willis Junto a Ida Annah Ryan forman el estudio Ryan & Roberts, uno de los primeros estudios integrados por mujeres.

## Primeros años
Roberts fue la más joven de dos hijas supervivientes de James H. y Mary Harris Roberts. Su padre fue un mecánico e inventor nacido en Utica, Nueva York; su madre, ama de casa y nativa de la Isla del Príncipe Eduardo. Se habían casado en 1867 en el estado de Nueva York. Vivieron durante un tiempo en Misuri, donde Roberts y su hermana Charlotte nacieron. La familia Roberts se mudó varias veces más, incluyendo a Providence, Rhode Island. Finalmente se establecieron en South Bend, Indiana, donde James H. Roberts se convirtió en Director Adjunto de Inspecciones para el Estado de Indiana. Fueron miembros activos de la Primera Iglesia Presbiteriana de South Bend, y grupos sociales y cívicos a través de los cuales se hicieron amigos de Laura Caskey Bowsher (más tarde, De Rhodes). Esta amistad finalmente condujo a Roberts a presentar a Laura a Frank Lloyd Wright y al encargo de Laura al estudio de Wright de la casa de K. C. De Rhodes.

## Formación
Roberts estuvo tres años en Nueva York estudiando arquitectura en el estudio Masqueray-Chambers, el primero que se estableció en los Estados Unidos para enseñar la práctica de la arquitectura sobre las líneas francesas de la Escuela de Bellas Artes. A partir de 1899, Masqueray hizo un esfuerzo intenso para incluir a las mujeres entre sus estudiantes de arquitectura e incluso abrió un segundo taller especialmente para estudiantes de mujeres. Como se dijo en el momento, "... él tenía una fe ilimitada en la capacidad de las mujeres para tener éxito en la arquitectura... siempre que lo hicieran en serio."

## Trayectoria
Años más tarde, Roberts se desempeñó en el estudio Oak Park como gerente de oficina, contable y asistente de Wright. Esto llevó, durante mucho tiempo, a minimizar sus méritos como arquitecta por parte de la crítica que terminó reconociendo finalmente su valiosa contribución en la definición del Prairie Style que hizo famoso a Wright. Cuando Wright abandonó el país en 1909, Roberts estaba entre los empleados del estudio de Oak Park que trabajaron para completar los encargos inacabados del maestro.
Isabel Roberts también produjo algunos diseños originales para las ventanas de cristal emplomadas en las casas de la pradera. Entre las vidrieras que diseñó están las de la casa Harvey P. Sutton en McCook, Nebraska. Otras obras creando vitrales en las que participó fueron la Casa Darwin D. Martin, la casa Burton J. Westcott, la casa Mrs. Thomas Gale, la casa Robert M. Lamp y el Templo Unitario.
La historia refiere que Roberts y su madre encargaron una casa al estudio de Wright, que se conoce como la casa de Isabel Roberts, en el suburbio de Chicago, sin embargo la propia Isabel Roberts, declaró que, aunque siempre ha sido atribuida a Wright, la casa fue diseñada por ella y su madre.
Años más tarde, se mudó con su familia a Florida donde se asoció con Ida Annah Ryan y ejerció la profesión para el resto de su vida.
Ryan & Roberts diseñaron viviendas y edificios emblemáticos en Orlando y otras ciudades de Florida. Entre sus obras más importantes están: la Iglesia Unitaria (Orlando, c. 1920), la Biblioteca en Memoria de los Veteranos (St. Cloud, 1922), los Apartamentos Amherst (St. Cloud, 1921-1922), el Club House del Club de Turismo de St. Cloud (1923), la casa estudio Ryan & Roberts (Orlando, 1920-1924), la Capilla de la Funeraria Fisk (St. Cloud, 1925), el Hotel Pennsylvania (St. Cloud, 1925), el edificio del Banco Popular (St. Cloud, c. 1925), la Escuela Primaria Ross E. Jeffries (St. Cloud, c. 1926), la residencia Lester M. Austin (Winter Garden, c. 1927) y la residencia Matilda A. Fraser (Orlando, 1929).
Actualmente, muchas de sus obras residenciales y comerciales se conservan ya que sus propietarios han sido conscientes de la importancia de las contribuciones que estas mujeres realizaron en el campo de la arquitectura.
Ryan & Roberts prosperó como firma y continuaron trabajando juntas hasta bien entrada la década de 1940.